# Itoplectis curticauda
Itoplectis curticauda là một loài tò vò trong họ Ichneumonidae.